# Прошенков Микола Іванович
Микола Іванович Прошенков (рос. Николай Иванович Прошенков; 7 січня 1918, Путятіно —— 27 квітня 1963, Київ) — радянський військовий льотчик, Герой Радянського Союзу.

## Біографія
Народився 7 січня 1918 року в селі Путятіному (нині В'язниковського району Владимирської області) в родині селянина. У 1925 році пішов в 1-й клас в селі Харіному. У 1932 році закінчив 7 класів школи, наступні два роки навчався в ФЗУ і працював на фабриці у В'язниках. Був помічником майстра на ткацькій фабриці «Вільний пролетар». Одночасно займався в аероклубі. У 1938 році призваний до лав Червоної армії. У 1939 році закінчив Чкаловське авіаційне училище льотчиків.
З 13 серпня 1941 молодший лейтенант М. І. Прошенков на фронтах німецько-радянської війни:
- по грудень 1941 року бився у складі 13-го винищувального авіаційного полку, літав на І-153 і Як-1;
- з березня по червень 1941 року — у 774-му винищувальному авіаційному полку, де літав на Як-1;
- по осінь 1944 року — у 21-му гвардійському винищувальному авіаційному полку, де літав на Як-1 і «Аерокобрі»;
- по травень 1945 року — у 69-му гвардійському винищувальному авіаційному полку, де літав на «Аерокобрі».

За роки війни воював:
- з 13 серпня 1941 по 1 вересня 1941 року — на Північно-Західному фронті;
- з 1 вересня 1941 по 15 грудня 1941 року — на Південному фронті;
- з 15 грудня 1941 по 18 травня 1943 року — знову Північно-Західному фронті;
- з 10 серпня 1943 по 20 жовтня 1943 року — на Степовому фронті;
- з 20 жовтня 1943 по 6 липня 1944 року — на 2-му Українському фронті;
- з 8 липня 1944 по травень 1945 року — на 1-му Українському фронті.

Двічі був поранений:
- 25 квітня 1942 року — осколкове поранення в надбрівну область;
- 19 липня 1942 року — осколкове поранення правої лопаткової області.

До травня 1945 року командир ескадрильї 69-го гвардійського винищувального авіаційного Краківського ордена Олександра Невського полку 23-ї гвардійський винищувальної авіаційної Черкаської Червонопрапорної дивізії 6-го гвардійського винищувального авіаційного корпусу 2-ї повітряної армії гвардії майор М. І. Прошенков здійснив 375 успішних бойових вильотів, в 86 повітряних боях особисто збив 19 і в складі групи 4 літаки противника.
Указом Президії Верховної Ради СРСР від 27 червня 1945 року за зразкове виконання бойових завдань командування, мужність, відвагу і геройство, проявлені в боротьбі з німецько-фашистськими загарбниками гвардії майору Миколі Івановичу Прошенкову присвоєно звання Героя Радянського Союзу з врученням ордена Леніна (№ 24485) і медалі «Золота Зірка» (№ 6559).

Могила Миколи Прошенкова

Після закінчення війни  продовжував служити у Військово-повітряних силах СРСР. У 1952 році закінчив Вищі льотно-тактичні курси удосконалення офіцерського складу. З 1960 року гвардії полковник М. І. Прошенков — в запасі. Мешкав у Києві. Помер 27 квітня 1963 року. Похований в Києві на Байковому кладовищі.

## Відзнаки
Нагороджений орденом Леніна (27 червня 1945), чотирма орденами Червоного Прапора (15 травня 1942, 10 лютого 1943, 3 травня 1945, ???), орденом Олександра Невського (25 квітня 1945), орденом Вітчизняної війни 1-го ступеня (20 квітня 1944), двома орденами Червоної Зірки, медалями.
За зразкове виконання бойових завдань командування на фронті боротьби з німецькими загарбниками мав 29 подяк від командира полку, командира дивізії, командира корпусу, командувача 5-ю повітряною армією і Верховного головнокомандувача Сталіна.